# Duncan Stewart
Duncan Antonio Stewart Agell (Buenos Aires, 1833 - Montevideo, 1923) va ser un polític uruguaià d'origen argentí. President de la República interí per un breu període el 1894.

## Biografia
Fill del matrimoni conformat entre l'escocès Duncan Stewart de Acharn (vegeu uruguaianoescocès) i la uruguaiana Dorotea Agell, és poc el que es coneix sobre la seva vida, encara que podria afirmar-se que Duncan Stewart va néixer a Buenos Aires el 1833.
Després es va traslladar a l'Uruguai, on s'exerciria com a funcionari públic i més tard com a polític, sent ministre d'Hisenda en l'administració de Lorenzo Batlle. El 1890 va ser elegit senador.
L'elecció presidencial de 1894 es va realitzar al mig d'una tremenda crisi financera. Després d'un període de vint-i-un dies (des de l'1 de març de 1894 al 21 de març del mateix any) cap dels candidats no va arribar als 45 vots requerits per la qual cosa el Poder Executiu va ser exercit pel president del Senat, Duncan Stewart.
Finalment, Juan Idiarte Borda va assolir la Presidència amb 47 vots.
Més tard, s'oposa al cop d'estat de Juan Lindolfo Cuestas, integrant les Cambres dissoltes col·lectivistes. I deixa d'actuar en política des de llavors.
Casat amb Delfina García Vargas, del matrimoni del qual van néixer vuit fills, Duncan Stewart va morir l'any 1923.